# Нови урбанизам
Нови урбанизам је покрет у урбаном дизајну који промовише суседства унутар којих се може шетати и унутар којих су заступљени различити типови становања и запослења. Покрет је настао у САД почетком 1980-их, а и даље је значајан по реформама многих аспеката развоја некретнина и урбаног планирања.
Нови урбанизам је настао под снажним утицајем стандарда урбаног дизајна који су били значајни пре масовне употребе аутомобила и обухвата принципе као што су традиционални дизајн суседства и транзитно оријентисани развој. Такође, блиско је повезан са регионализмом, енвиронментализмом и ширим концептом „паметног раста“.
Организационо тело које заступа идеје новог урбанизма је Конгрес за нови урбанизам (енгл. Congress for the New Urbanism), који је основан 1993. године. Приликом оснивања овог тела донета је Повеља новог урбанизма (енгл. Charter of the New Urbanism), која се залаже за реструктурирање јавне политике на принципима новог урбанизма.